# Shugo
Shugo (守護?) era un título otorgado a oficiales durante el período feudal japonés. Su significado literal es guardián. 

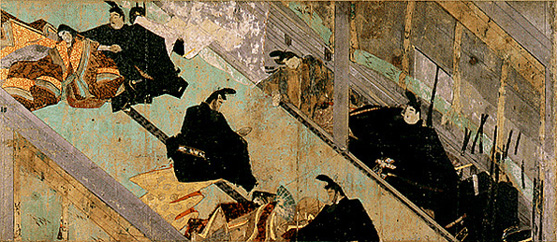
A pesar de su rol inicial como guerreros, los Shugo tenían un papel importante en la corte.

La posición fue creada inicialmente en 1185 por Minamoto no Yoritomo, para auxiliar en la captura de Minamoto no Yoshitsune, pero el motivo subyacente era el de extender el dominio del shogunato a lo largo de Japón. Es decir, los Shugo eran designados por el shōgun para supervisar las antiguas provincias japonesas (kuni).
La posición del Shugo fue suplantando al previo Kokushi, que eran designados por la Corte Imperial de Kioto. Oficialmente, la posición estaba subordinada a la de los gokunin (御家人 - literalmente hombre de la casa, vasallo del shōgun aunque, inicialmente, más cercano a un guerrero en la práctica). Sin embargo la relación entre ambos títulos fue dispar debido a las variaciones en importancia de ambas posiciones a lo largo de la historia feudal de Japón.
Debido a su obligación de permanecer en la capital imperial, lejos de su provincia, también se designaba Shugodai (守護代?) o representantes de Shugo. También se designaba a estos representantes cuando el Shugo tenía a cargo la supervisión de varias provincias.
A lo largo del tiempo, el poder del Shugo se fue incrementando y para la época en que estalló la Guerra civil de Onin (1467-1477), los conflictos entre Shugo se habían tornado moneda corriente. Como resultado de las disputas, algunos Shugo incrementaron su poder notablemente, mientras que otros se vieron eclipsados por sus subordinados (como los Shugodai). 
A finales del siglo XV, en el inicio del período Sengoku, el poder político de Japón se encontraba fragmentado entre señores feudales de distintos títulos como Shugo, Shugodai, etc. también llamados daimyō.